# Francisco Javier Serrano
Francisco Javier Serrano Postigo (Soria, 1940 - La Llagosta, 13 de marzo de 2000) fue un médico y político español.

## Biografía
Era médico pediatra y fue elegido democráticamente alcalde de La Llagosta por el PSUC en las elecciones municipales de 1979, siendo alcalde hasta el 22 de julio de 1982, fecha en que se vio obligado a renunciar a la alcaldía a causa de la escisión que se produjo en su partido. Como consecuencia de esta escisión pasó a formar parte del PCC, partido por el que fue elegido concejal en las elecciones municipales de 1983 y pasó a presidir la Comisión de Salud Pública del consistorio. Después de un tiempo viviendo fuera de Cataluña, en las elecciones municipales de 1987 fue elegido concejal por IC, repitiendo como concejal en las de 1991. En 1993 abandonó la política a causa de una enfermedad que le provocó la muerte en marzo del 2000. El 18 de diciembre de 2004 el pleno del ayuntamiento de La Llagosta le concedió a título póstumo el título de hijo adoptivo y se descubrió un monolito con una placa conmemorativa en la plaza que lleva su nombre.